# دالي (فوهة)
دالي (بالإنجليزية: Daly)‏ هي فوهة قمرية صدمية تقع في الجزء الشرقي من القمر، على شمال غرب فوهة أبوللونيوس. يُعدّ تكوين الفوهة دائريًّا نسبيًا، مع نتوء طفيف للداخل بطول الحافة الشمالية.
سمّيت الفوهة على اسم ريجينالد ألدوورث دالي بواسطة الاتحاد الفلكي الدولي بعد تغيير اسمها السابق أبوللونيوس بي (بالإنجليزية: Apollonius P)‏ .

## روابط خارجية
- LTO-62D2 Daly — L&PI خريطة طبوغرافية